# Roger Clark
Roger Clark (5. kolovoza 1939. – 12. siječnja 1998.) bio je britanski reli-vozač.
Clark je nastupio na 21 utrci svjetskog prvenstva u reliju (WRC), pet puta završavao je relije svjetskog prvenstva na podiju, dok je pobijedio samo jednom 1976. na Reliju Velika Britanija.
Prije početka natjecanja Svjetskog prvenstva u reliju, Clark je osvoji brojna natjecanja (1968. Akropolis reli; 1970. Reli Irska; 6 puta je osvojio Reli Škotska; 4 puta je bio Prvak Velike Britanije u reliju). 